# 横沟弦
横沟弦是黟县县城内的传统居民住宅区。横沟弦保留了数十幢明清古民居。
横沟弦因有横沟（古称淮渠）而得名。横沟是一个水利工程，开挖于梁中大通元年（529年），由太常卿胡明星开挖，长2500多米，宽2米，引城北漳河水，进临漳门（北门），沿北街向南至城中心北街口。横沟过北街口，向南到迎霭门（郭门），长500多米。
自明代以来，横沟两侧形成居民住宅区，名为横沟弦。横沟弦虽地处县城，但却与乡村一样，也是聚族而居，包括程姓和胡姓。
在横沟弦有桂林程氏家族的两个居住区，称为“上程”和“下程”，分别以桂墩里和叙伦堂（下程厅厦）为中心，居住区范围西到泮邻街，南到莲花芯。“上程”和“下程”原来各建有一个总祠堂。“上程”总祠名为桂林堂，位于北街口“程家门楼下”，已拆除新建邮政大楼；“下程”总祠名为叙伦堂，俗称下程厅厦，也已拆除改建。桂墩是桂林程氏始祖的墓地，左槐右桂。1982年，已连同程氏支祠“惇裕堂”（“石狮厅厦”）一起拆除，修建黟山电影院。
胡姓也在横沟弦族聚而居，居住区位于“上程”、“下程”之间的“杏墩里”，居住区范围东临郭门街，那里有旌义堂等两座胡氏祠堂并排而建（后为县竹器社、制鞋厂，现已拆除改建）。
1949年以后，横沟弦原有大小祠堂纷纷改建。2002年旧城改造后，传统居住区格局改观，明清古民居仅剩下数十幢。2011年10月，横沟弦改造，将横沟全部加盖：，现已恢复。

## 文物保护
- 陈晓敏宅，横沟弦18号，黄山市文物保护单位
- 三元井，泮邻街
- 程梦馀宅，横沟弦53号，黟县文物保护单位
- 叶树仁宅（树仁堂）泮邻街3号
- 程建华宅（桂馨山房）桂墩里026号
- 程锦春宅，桂墩里8号
- 程正旺宅，桂墩里6号
- 黄松源宅，桂墩里13号
- 李祖辉宅，桂墩里89号
- 程奋翔宅，横沟弦16号
- 叶社春宅，泮邻街38号
- 胡强新宅，横沟弦20号
- 汪建新、程耕器宅，横沟弦55-2号
- 程志前宅，横沟弦51号
- 王德华、江慰农宅，横沟弦46号
- 程新耕宅，横沟弦50号
- 舒志洪宅，杏墩里15号
- 胡辉平宅，杏墩里8号
- 李锡培宅，郭门街30号
- 朱惠华、胡超庸宅，莲花芯17、9号